# Vital (film)
Pour les articles homonymes, voir Vital.
Pour plus de détails, voir Fiche technique et Distribution.
Vital (ヴィタール) est un film japonais réalisé par Shin'ya Tsukamoto, sorti en 2004.

## Synopsis
Après un accident de voiture où sa petite amie Ryōko Ooyama meurt, Hiroshi Takagi souffre d'amnésie.

## Fiche technique
- Titre original : (ヴィタール?)
- Titre français : Vital
- Réalisation : Shin'ya Tsukamoto
- Scénario : Shin'ya Tsukamoto
- Photographie, décors et montage : Shin'ya Tsukamoto
- Musique : Chū Ishikawa
- Pays de production : Japon
- Langue originale : japonais
- Format : couleurs - 35 mm - 1,85:1 - DTS
- Genre : drame, thriller
- Durée : 86 minutes
- Date de sortie :
  - Japon : 11 décembre 2004[1]

## Distribution
- Tadanobu Asano : Hiroshi Takagi
- Nami Tsukamoto : Ryōko Ooyama
- Kiki : Ikumi
- Kazuyoshi Kushida : le père d'Hiroshi
- Lily : la mère d'Hiroshi
- Hana Kino : Madame Ooyama, la mère de Ryōko
- Gō Rijū : le docteur Nakai
- Jun Kunimura : M. Ooyama, le père de Ryōko
- Ittoku Kishibe : le docteur Kashiwabuchi